# Гугъл преводач
Гугъл Преводач (на английски: Google Translate) е безплатна услуга за невронен машинен превод, разработвана от Гугъл и предлагаща превод на текст и уебсайтове от един език на друг. Разполага с уеб интерфейс, мобилно приложение (за Android и iOS) и приложно-програмен интерфейс (API), който дава възможност на други разработчици да създават приложен софтуер и браузърни разширения. Към септември 2020 г. Гугъл Преводач поддържа 109 езика на различно ниво, използва се от над 500 милиона потребители и ежедневно превежда по 100 милиарда думи.
Услугата съществува от април 2006 г. като статистически машинен превод, използвайки документи и записи от ООН и Европейския парламент за събиране на лингвистични данни. Вместо да превежда между езиците директно, преводачът най-често първо превежда текста на английски, а след това на целевия език, с няколко изключения, като например при превод от каталонски на испански. По време на превеждане, софтуерът търси модели в милиони документи, за да реши кои думи да избере и как да ги подреди на целевия език. Точността му, която понякога е критикувана и осмивана, може да варира в широки граници между различните езици. През ноември 2016 г. от Гугъл съобщават, че Гугъл Преводач ще премине към софтуерна машина (sofware engine) с невронен машинен превод (Google Neural Machine Translation), който превежда изреченията като едно цяло, вместо дума по дума. Той използва този по-широк контекст, за да може да избере най-подходящия превод, който след това преподрежда и донастройва по такъв начин, че да изглежда по-близък до човешката реч, с правилна граматика. Първоначално достъпен само за няколко езика, невронният машинен превод вече се използва при всички езици в Гугъл Преводач, с изключение на преводите между английски и латински.

## Функции
Гугъл Преводач може да превежда различни видове текст и медийни файлове, включително: писмен текст, реч, текст върху неподвижни или движещи се изображения. Част от функциите му включват:
- Превод на писмен текст – функция, която превежда писмен текст или думи на чужд език.[9]
- Превод на уебсайт – функция, превеждаща цяла уеб страница на даден език.[10]
- Превод на документ – функция, превеждаща качен от потребителя документ на даден език. Документът трябва да е с разширение: .doc, .docx, .odf, .pdf, .ppt, .pptx, .ps, .rtf, .txt, .xls, .xlsx.[10]
- Превод на реч – функция, превеждаща изговорената по микрофона реч на даден език.[11]
- Мобилен превод – функция, позволяваща превод на текст в което и да е мобилно приложение, без да се излиза от него.[12]
- Превод на изображения – функция, която идентифицира текста в изображение и го превежда в реално време върху самото изображение.[13]
- Превод на ръкописен текст – функция, превеждаща ръкописен текст, въведен върху екрана на телефона или на друго устройство без клавиатура.[14]

За голяма част от преводите си, Гугъл Преводач предлага и произнасянето на текста на дадения език. Възможно е и запазването на преводи локално, така че да са достъпни и без връзка с интернет.